# Partie polityczne Liberii
Partie polityczne Liberii – Liberia posiada wielopartyjny system, w którym zarządzanie odbywa się najczęściej poprzez koalicje, jako że zdobycie większości parlamentarnej przez jedną partię jest rzadkością.

## Partie
| Nazwa                                     | Skrót | Miejsc w izbie reprezentantów | Miejsc w senacie |
| ----------------------------------------- | ----- | ----------------------------- | ---------------- |
| Partia Jedności                           | UP    | 22                            | 10               |
| Narodowa Partia Patriotyczna              | NPP   | 4                             | 6                |
| Kongres dla Demokratycznych Zmian         | CDC   | 11                            | 3                |
| Narodowa Unia na rzecz Rozwoju Demokracji | NUDP  | 0                             | 2                |
| Porozumienie na rzecz Pokoju i Demokracji | APD   | 1                             | 2                |
| Partia Wolności                           | LP    | 4                             | 1                |
| Koalicja Narodowo-Demokratyczna           | NDC   | 2                             | 1                |
| Liberyjska Partia Przeznaczenia           | LDP   | 0                             | 1                |
| Narodowo-Demokratyczna Partia Liberii     | NDPL  | 1                             | 1                |
| Wszechliberyjska Partia Koalicyjna        | ALCOP | 3                             | 1                |
| Narodowa Partia Reform                    | NRP   | 1                             | 0                |
| Liberyjska Partia Przeznaczenia           | LDP   | 1                             | 1                |